# Thomas Dietz
Thomas Dietz (ur. 19 maja 1982  w Ratyzbonie) – niemiecki żongler. Jest uznawany za żonglera z najlepszym wyszkoleniem technicznym w żonglowaniu piłkami. Jest również mistrzem świata Międzynarodowej Federacji Żonglerskiej (WJF - World Juggling Federation) z 2005 i 2006 roku według punktacji ogólnej.